# Alchemilla leptoclada
Alchemilla leptoclada é uma espécie de rosácea do gênero Alchemilla, pertencente à família Rosaceae.